# 江西科技师范大学
江西科技师范大学，是中华人民共和国江西省的一所全日制公办师范类大学。位于江西省南昌市。

## 历史
学校办学始于1952年，主体创建于1977年，时为江西师范学院南昌分院，后脱离江西师范学院，1987年12月，南昌师范专科学校升格为南昌职业技术师范学院:385；2002年更名为江西科技师范学院，2004年在南昌市政府倡导下合并创建于1952年的南昌高等专科学校，并且开始筹建南昌科技大学；2009年学校由筹建南昌科技大学转变为筹建江西科技师范大学，并于2012年4月27日更名为江西科技师范大学 。
2021年2月2日，经中华人民共和国教育部批准，原属江西科技师范大学管理的独立学院江西科技师范大学理工学院脱离该校管理，并转设为民办普通高等学校南昌应用技术师范学院，由江西田园投资置业有限公司全资持有。